# Saint-Illiers-la-Ville
Saint-Illiers-la-Ville é uma comuna francesa na região administrativa da Île-de-France, no departamento de Yvelines. A comuna possui 228 habitantes segundo o censo de 1990.